# Championnat de Syrie de football 1998-1999
Navigation
Saison 1997-1998 Saison 1999-2000
La saison 1998-1999 du Championnat de Syrie de football est la vingt-huitième édition du championnat de première division en Syrie. Les quatorze meilleurs clubs du pays sont regroupés au sein d'une poule unique où ils s'affrontent deux fois au cours de la saison, à domicile et à l'extérieur. En fin de saison, deux clubs sont relégués et remplacés par les deux meilleurs clubs de deuxième division. La relégation prend en compte les résultats combinés de l'équipe senior et les équipes de jeunes de chacun des clubs engagés.
C'est le club d'Al Jaish Damas, tenant du titre, qui remporte à nouveau le championnat cette saison, après avoir terminé invaincu en tête du classement final avec trois points d'avance sur Al-Karamah SC et quatorze sur Al Wahda Damas, l'un des deux clubs promus. C'est le septième titre de champion de Syrie de l'histoire du club.

## Les clubs participants
| - Al Mayadine - Al-Karamah SC - Al Ittihad Alep - Jableh SC - Al Wathba Homs - Al Shorta Damas - Al Wahda Damas - Promu de D2 | - Tishreen SC - Hutteen SC - Al Shorta Alep - Promu de D2 - Al Jihad Damas - Hurriya SC - Army Club - Al Majd Damas |

## Compétition

### Classement
Le barème utilisé pour établir le classement est le suivant :
- Victoire : 3 points
- Match nul : 1 point
- Défaite : 0 point

| Rang | Équipe          | Pts | J  | G  | N  | P  | Bp | Bc | Diff |
| ---- | --------------- | --- | -- | -- | -- | -- | -- | -- | ---- |
| 1    | Al Jaish DamasT | 58  | 26 | 16 | 10 | 0  | 64 | 20 | +44  |
| 2    | Al-Karamah SC   | 55  | 26 | 16 | 7  | 3  | 40 | 23 | +17  |
| 3    | Al Wahda DamasP | 44  | 26 | 11 | 11 | 4  | 34 | 17 | +17  |
| 4    | Al Jihad Damas  | 39  | 26 | 9  | 12 | 5  | 36 | 21 | +15  |
| 5    | Al Ittihad Alep | 39  | 26 | 11 | 6  | 9  | 48 | 42 | +6   |
| 6    | Jableh SCC      | 39  | 26 | 11 | 6  | 9  | 28 | 22 | +6   |
| 7    | Hurriya SC      | 36  | 26 | 10 | 6  | 10 | 30 | 28 | +2   |
| 8    | Hutteen SC      | 33  | 26 | 8  | 9  | 9  | 39 | 30 | +9   |
| 9    | Tishreen SC     | 33  | 26 | 9  | 6  | 11 | 35 | 49 | -14  |
| 10   | Al Shorta Damas | 29  | 26 | 6  | 11 | 9  | 24 | 31 | -7   |
| 11   | Al Shorta AlepP | 27  | 26 | 8  | 3  | 15 | 29 | 40 | -11  |
| 12   | Al Wathba Homs  | 26  | 26 | 6  | 8  | 12 | 29 | 41 | -12  |
| 13   | Al Majd Damas   | 20  | 26 | 5  | 5  | 16 | 21 | 50 | -29  |
| 14   | Al Mayadine     | 15  | 26 | 3  | 6  | 17 | 28 | 71 | -43  |

|  | Qualification pour la Coupe d'Asie des vainqueurs de coupe 1999-2000                  |
|  | Relégation directe en deuxième division                                               |
|  | T : Tenant du titre C : Vainqueur de la Coupe de Syrie P : Promu de deuxième division |

## Bilan de la saison
| Championnat de Syrie de football 1998-1999                        |                           |
| Champion                                                          | Al Jaish Damas (7e titre) |
| Coupes et trophées                                                |                           |
| Vainqueur de la Coupe de Syrie 1998-1999                          | Jableh SC                 |
| Qualifications continentales                                      |                           |
| Coupe d'Asie des clubs champions 1999-2000                        | Aucun                     |
| Coupe d'Asie des vainqueurs de coupe 1999-2000                    | Al Jaish Damas            |
| Promotions et relégations                                         |                           |
| Promus en Syrian League                                           | Al Futuwa Deir ez-Zor     |
| Promus en Syrian League                                           | Al Mouhafaza              |
| Relégués en Championnat de Syrie de football de deuxième division | Al Shorta Alep            |
| Relégués en Championnat de Syrie de football de deuxième division | Al Mayadine               |